# Genoveva von Paris

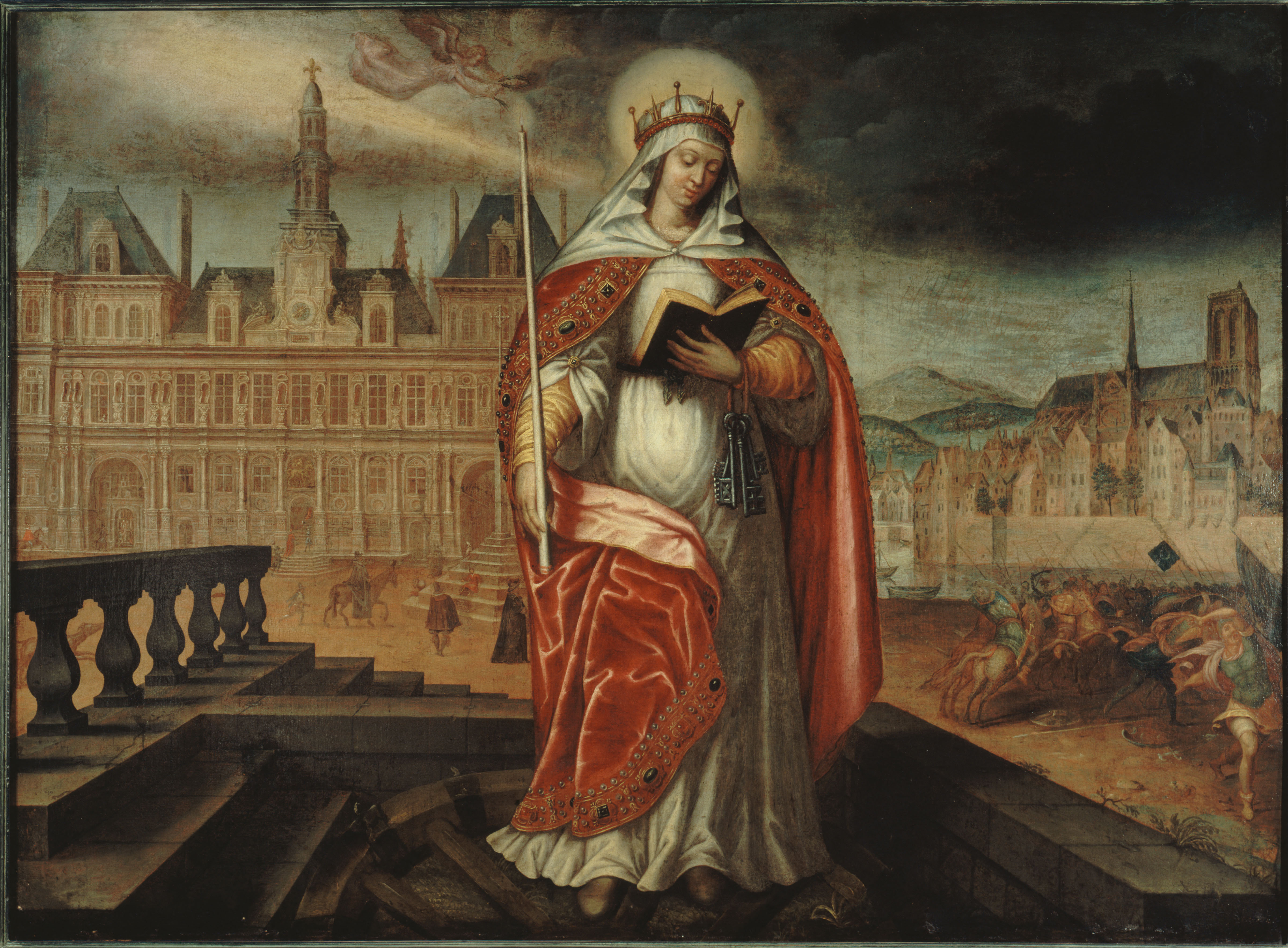
Die hl. Genoveva (Gemälde aus dem 16. Jahrhundert)

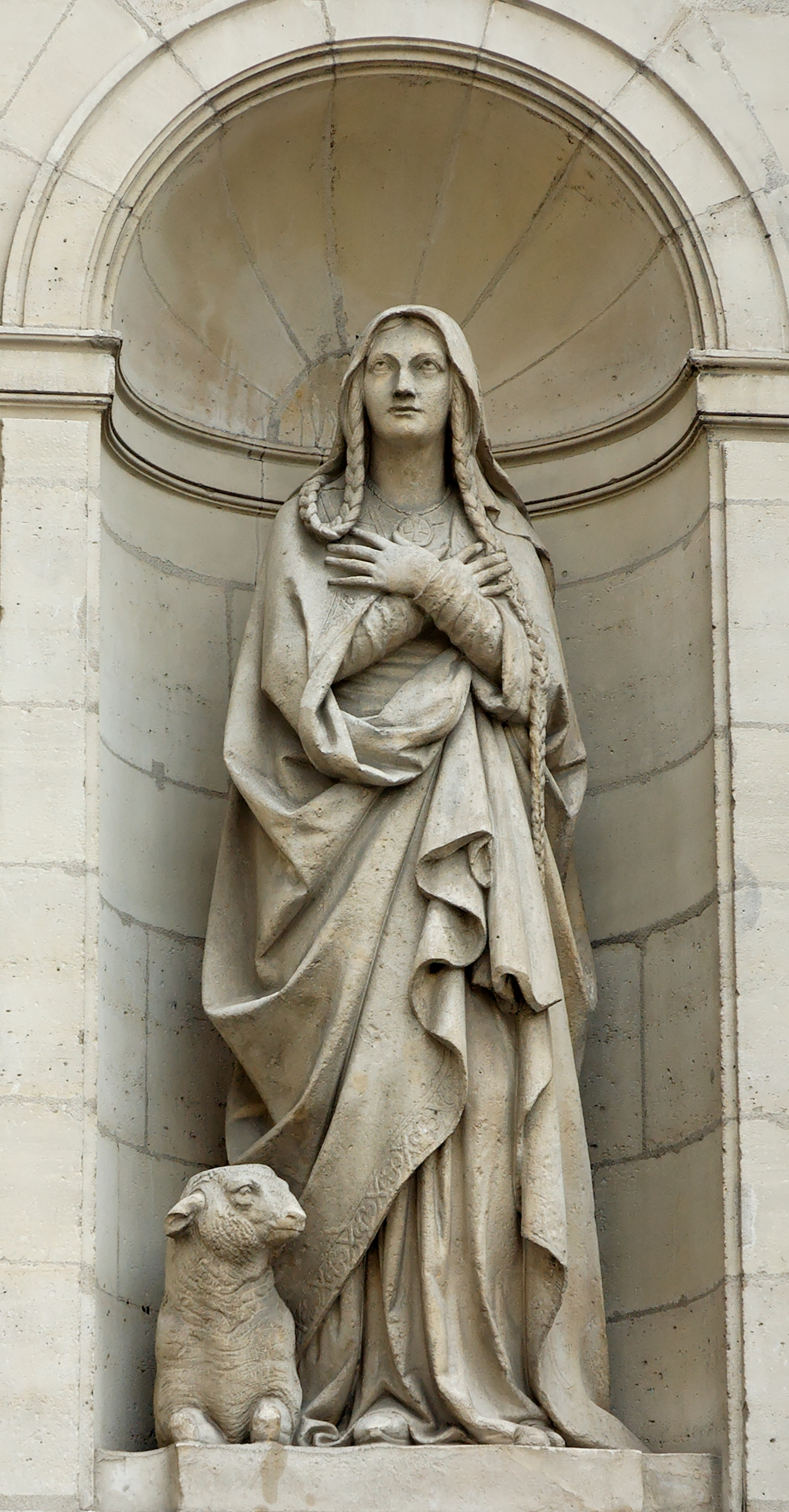
Statue der hl. Genoveva in der Pfarrkirche Saint-Étienne-du-Mont

Genoveva von Paris, auch in der Schreibweise Genovefa, französisch Geneviève, (* um 422 in Nanterre; † um 502 in Paris) war eine geweihte Jungfrau und Heilige. Sie ist die Schutzpatronin von Paris.

## Legende
Bereits als junges Mädchen legte Genoveva ein Gelübde ewiger Jungfräulichkeit ab. Zu Hause lebte sie sehr asketisch und widmete sich dem Gebet und der Meditation. Nach dem Tode ihrer Eltern ging sie nach Paris und lebte im Dienst an Armen und Kranken. Der Überlieferung nach soll sie von ihrem 15. bis zum 50. Lebensjahr nur zweimal wöchentlich Speise und Trank zu sich genommen haben. Die Schrift Vita Genovefae virginis Parisiensis eines unbekannten Autors über das Leben der hl. Genoveva wird um das Jahr 520 datiert, also nur etwa 18 Jahre nach ihrem Tode. Neben der Schilderung ihrer asketischen Lebensweise, vor allem des Gebets und des Fastens, rühmt der Autor ihre vielen geistlichen Tugenden.
Der Legende nach sagte sie voraus, dass Attila Paris bei seinem Vormarsch verschonen würde. Als er sich näherte, feuerte sie die Bevölkerung an, die Frauen sollten beten und die Männer die Stadt verteidigen. Die Männer wollten sie steinigen, doch die Frauen beteten mit ihr, und Attila griff Paris nicht an.
460 ließ Genoveva über den Gräbern der beiden Heiligen Dionysius von Paris und Eleutherus eine Kirche errichten, wofür König Dagobert I. († 639) später die Abtei Saint-Denis stiftete. Sie soll auch zur Bekehrung von König Chlodwig I. († 511) beigetragen haben.

## Nachleben
Genoveva wurde in der Apostelkirche in Paris begraben, bei der sich ein Kloster entwickelte, das, so wie die im 12. Jahrhundert neu errichtete Kirche der heiligen Genoveva geweiht wurde. Die Kirche wurde im 18. Jahrhundert abermals durch einen größeren Bau ersetzt, den wir heute unter der Bezeichnung Panthéon kennen. Die wenigen erhaltenen Teile des Klosters sind im Lycée Henri IV neben dem Panthéon zu sehen. In der Zeit der Französischen Revolution 1793 wurden ihre Gebeine öffentlich verbrannt. Ein neuer Reliquienschrein befindet sich in der Pfarrkirche Saint-Étienne-du-Mont an der Place Sainte-Geneviève in Paris.
Der Gedenktag der hl. Genoveva in der Liturgie der katholischen Kirche ist der 3. Januar. Jährlich ruft die identitäre Gruppe Paris Fierte zu dieser Zeit zu einem Fackelmarsch zur Würdigung der Schutzpatronin auf. Ihre ikonographischen Heiligenattribute sind Kerze, Engel und Teufel, kelchartiges Gefäß und die Schlüssel von Paris.